# Coordenades de la recta

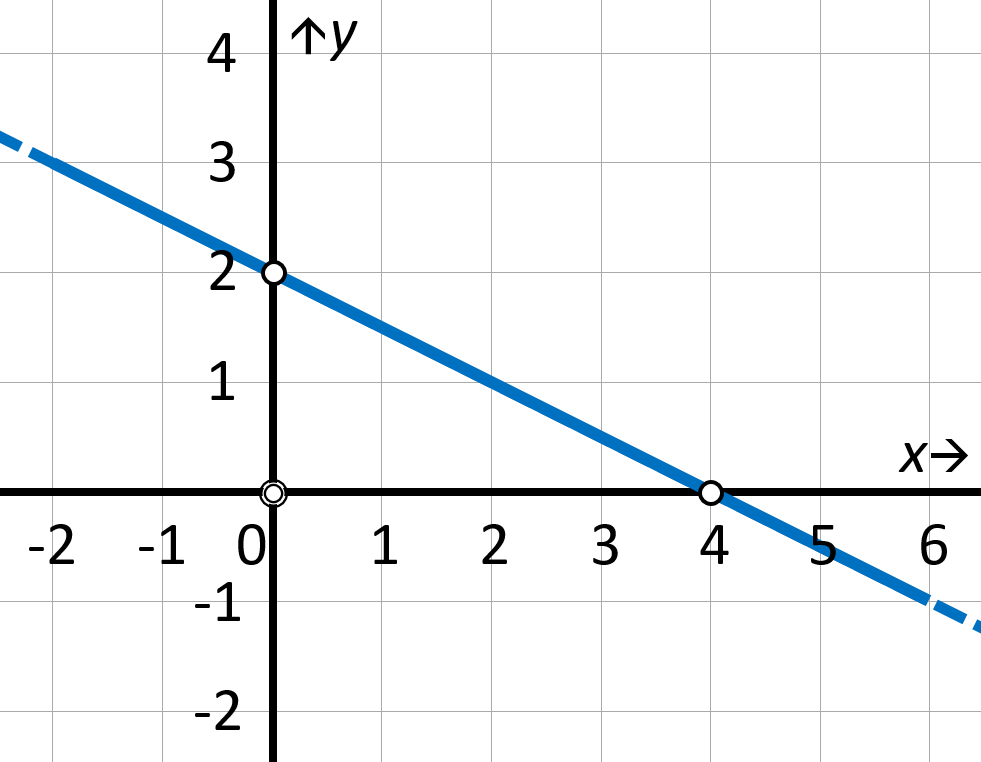
Representació d'una recta sobre el plànol que talla l'eix x en el punt (4,0) i a l'eix y en el punt (0,2):-L'equació d'aquesta recta pot expressar-se de diferents formes:
- Expressió en coordenades cartesianes: y = 2 - x/2
- Expressió en coordenades de la recta: -1/4 x - 1/2 y + 1 = 0

|  | No s'ha de confondre amb Sistema de coordenades. |

En geometria, les coordenades de la recta s'utilitzen per especificar la posició d'una recta, de forma anàloga a les coordenades que s'usen per especificar la posició d'un punt.

## Rectes en un pla
Hi ha diverses formes possibles d'especificar la posició d'una recta en un pla. Una forma simple d'expressar les coordenades d'una recta és mitjançant el parell de paràmetres (m, n) on l'equació de la recta és:
y = mx + n
Aquí m representa el pendent de la recta i b és el punt en què la recta talla l'eix y (el valor de y quan x=0). Aquest sistema permet especificar les coordenades per totes les rectes excepte les verticals. No obstant això, també és habitual utilitzar les coordenades algebraiques (l, m) on l'equació de la recta és:
lx + my + 1 = 0
Aquest sistema permet especificar coordenades per a totes les rectes excepte per aquelles que passen per l'origen. La interpretació geomètrica d'aquests paràmetres és la següent: l i m són els recíprocs canviats de signe del tall de la recta amb l'eix x (y=0) i y (x=0), respectivament.
El fet que les rectes que passen per l'origen quedin excloses d'aquest sistema d'expressar les coordenades de les rectes, es pot resoldre emprant un sistema de tres coordenades (l, m, n) per a la recta amb la següent equació:
lx + my + n = 0
El cas particular d'aquesta equació en què m = -1, és equivalent al primer exemple amb les coordenades (l, n):
lx - y + n = 0, que és el mateix que y = lx + n
En el cas de les coordenades (l, m, n), els paràmetres l i m no poden ser tots dos zero alhora ja que el resultat seria n = 0, que no representa cap recta.
Una mateixa equació pot ser descrita amb diferents paràmetres de (l, m, n): si els paràmetres es multipliquen tots pel mateix escalar (diferent de zero), la recta resultant és coincident amb la primera. És a dir, les rectes (l, m, n) i (2l, 2m, 2n) són la mateixa. El factor significatiu és el ratio entre aquests. En aquest context, doncs, (l, m, n) és un sistema de coordenades homogènies per a qualsevol recta donada.
Si els punts en el espai projectiu real estan representats per coordenades homogènies (x, y, z), l'equació genèrica de la recta és 
lx + my + nz = 0
tal que (l, m, n) ≠ (0,0,0). En particular, les coordenades (0, 0, 1) representen la recta
z = 0
que és la recta de l'infinit en el l'espai projectiu. Les coordenades de la recta (0, 1, 0) i (1, 0, 0) representen els eixos x i y respectivament.
De forma simplificada:
- El paràmetre n indica si una recta passa per l'origen de coordenades o no (val 0 si passa per l'origen, i 1 si no hi passa)
- Quan els paràmetres l o m valen 0, significa que la recta talla l'eix x o y a l'infinit i, per tant, quan l o m són 0 es tracta de rectes verticals o horitzontals, respectivament.